# Pinofranqueado (ort)
Pinofranqueado är en ort i Spanien.   Den ligger i provinsen Provincia de Cáceres och regionen Extremadura, i den centrala delen av landet, 220 km väster om huvudstaden Madrid. Pinofranqueado ligger 466 meter över havet och antalet invånare är 1 649.
Terrängen runt Pinofranqueado är kuperad. Runt Pinofranqueado är det glesbefolkat, med 19 invånare per kvadratkilometer. Pinofranqueado är det största samhället i trakten. 